# 河津駅

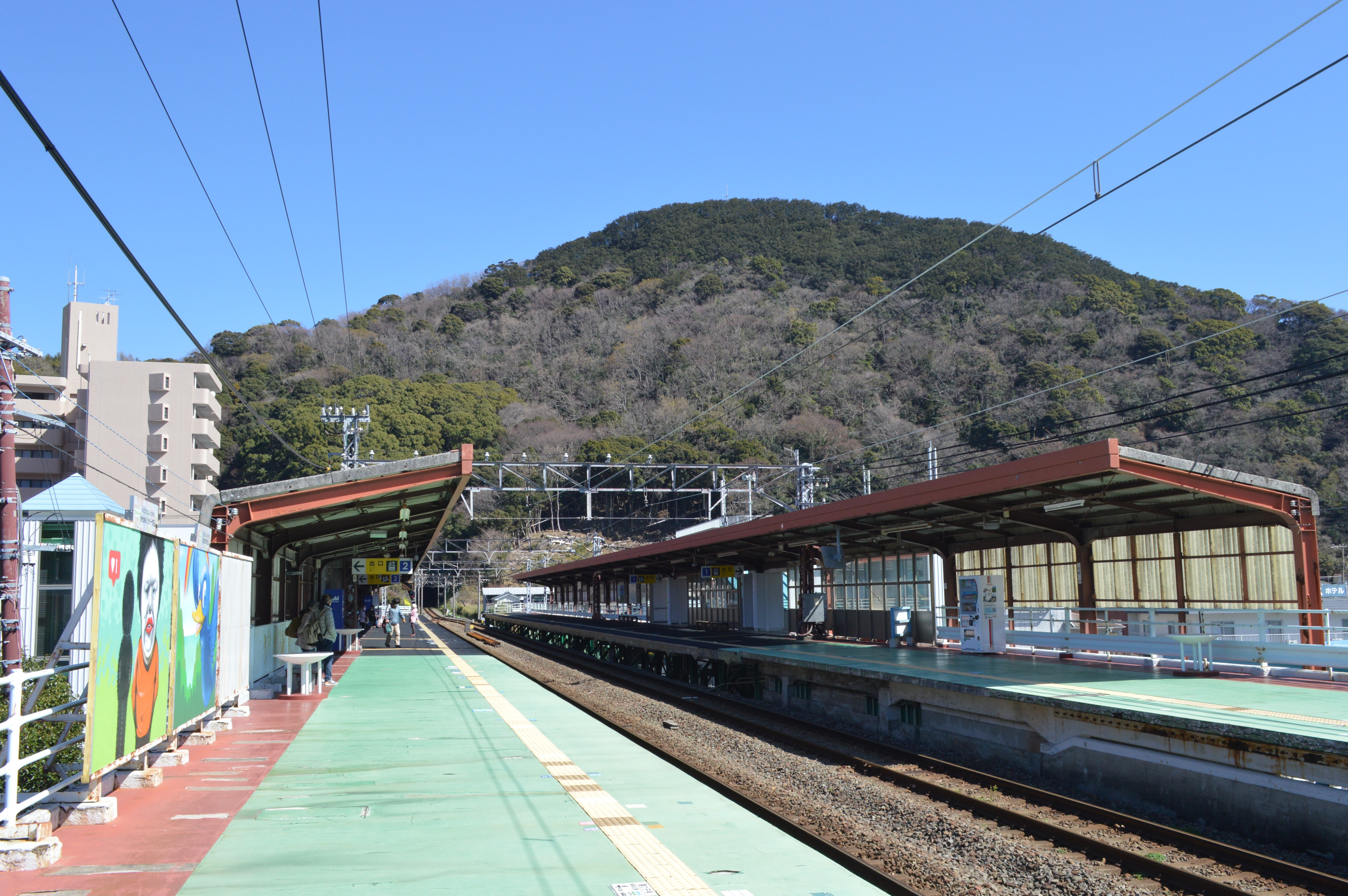
ホーム（2021年3月）

河津駅（かわづえき）は、静岡県賀茂郡河津町浜にある、伊豆急行伊豆急行線の駅である。駅番号はIZ13。

## 歴史
建設時の仮称駅名は「河津温泉駅」であった。

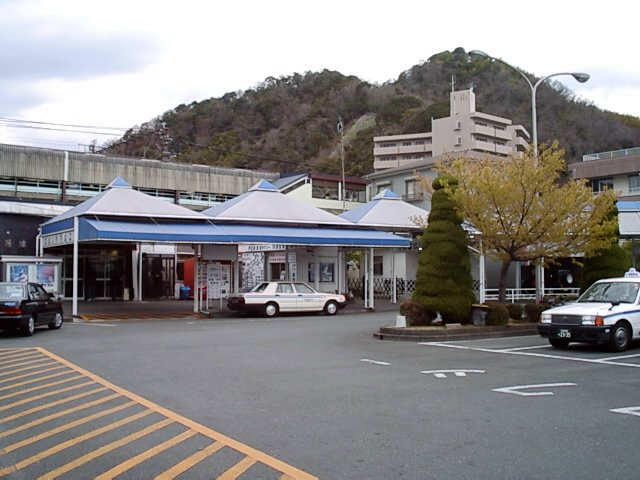
リニューアル前の駅舎（2007年3月）

- 1961年（昭和36年）12月10日：開設。
- 2010年（平成22年）1月29日：駅舎リニューアル工事完了。
- 2015年（平成27年）3月26日：河津町ゆかりの曲「天城越え」が発車メロディとして使用開始。伊豆急行線では初となるご当地メロディーである。

## 駅構造
相対式ホーム2面2線を有する高架駅。改札階と各ホームを連絡するエレベーターが設置されている。
窓口が2ヶ所あり、内1箇所がマルス端末設置のみどりの窓口で、伊豆急行線以外の他の私鉄や第三セクターに直通する区間や列車を除き全国のJR券を購入出来る他、自動券売機も1台設置されている。

### のりば
| 番線 | 路線       | 方向 | 行先           |
| ---- | ---------- | ---- | -------------- |
| 1    | 伊豆急行線 | 下り | 伊豆急下田方面 |
| 2    | 伊豆急行線 | 上り | 伊東・熱海方面 |

1線スルー構造では無いため、全列車が方向別に発着する。

### 構内
- Suica及びSuicaと相互利用可能なICカード（PASMO等）は、伊豆急行線内全駅で利用可能であり、当駅を含む一部駅には簡易チャージ機も設置されている。

## 利用状況
- 2020年（令和2年）度の1日平均乗車人員は392人である。

近年の1日平均乗車人員の推移は以下の通り。
| 年度               | 1日平均 乗車人員 | 出典     |
| ------------------ | ---------------- | -------- |
| 1993年（平成05年） | 1,286            | [ * 1 ]  |
| 1994年（平成06年） | 1,232            | [ * 2 ]  |
| 1995年（平成07年） | 1,184            | [ * 3 ]  |
| 1996年（平成08年） | 1,182            | [ * 4 ]  |
| 1997年（平成09年） | 1,106            | [ * 5 ]  |
| 1998年（平成10年） | 1,129            | [ * 6 ]  |
| 1999年（平成11年） | 1,155            | [ * 7 ]  |
| 2000年（平成12年） | 1,078            | [ * 8 ]  |
| 2001年（平成13年） | 1,138            | [ * 9 ]  |
| 2002年（平成14年） | 1,039            | [ * 10 ] |
| 2003年（平成15年） | 1,021            | [ * 11 ] |
| 2004年（平成16年） | 994              | [ * 12 ] |
| 2005年（平成17年） | 993              | [ * 13 ] |
| 2006年（平成18年） | 1,027            | [ * 14 ] |
| 2007年（平成19年） | 1,059            | [ * 15 ] |
| 2008年（平成20年） | 1,023            | [ * 16 ] |
| 2009年（平成21年） | 925              | [ * 17 ] |
| 2010年（平成22年） | 905              | [ * 18 ] |
| 2011年（平成23年） | 763              | [ * 19 ] |
| 2012年（平成24年） | 820              | [ * 20 ] |
| 2013年（平成25年） | 788              | [ * 21 ] |
| 2014年（平成26年） | 794              | [ * 22 ] |
| 2015年（平成27年） | 801              | [ * 23 ] |
| 2016年（平成28年） | 819              | [ * 24 ] |
| 2017年（平成29年） | 793              | [ * 25 ] |
| 2018年（平成30年） | 792              | [ * 26 ] |
| 2019年（令和元年） | 684              | [ * 27 ] |
| 2020年（令和02年） | 392              | [ * 28 ] |

## 駅周辺
- 河津浜海水浴場
- 河津郵便局
- 河津町立南小学校
- 河津町立河津中学校
- 河津町役場
- フードストアあおき：当所が創業地。
- 国道135号
- 静岡県道14号下佐ケ野谷津線
- 河津川

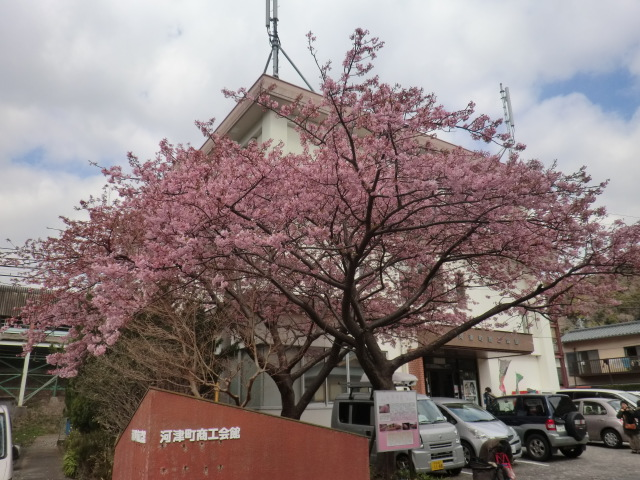
駅前の河津桜（2014年2月）
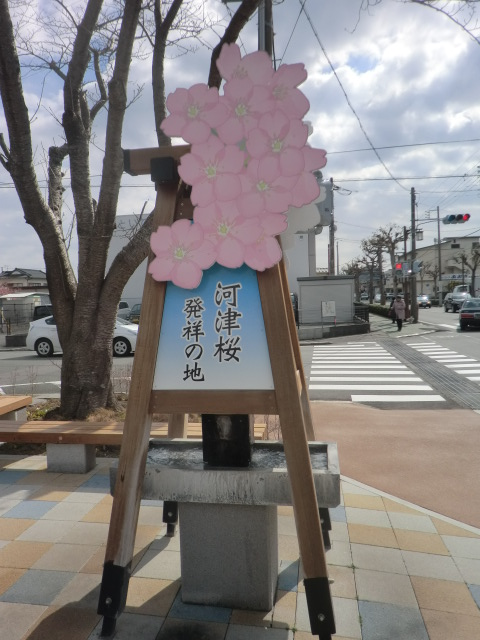
駅前広場の看板（2014年2月）

## バス路線
「河津駅」停留所にて、東海バス（下田営業所・修善寺営業所）の路線が発着する。
| のりば | 運行事業者 | 系統・行先                                | 備考                                                                               |
| ------ | ---------- | ----------------------------------------- | ---------------------------------------------------------------------------------- |
| 1      | 東海バス   | - S05・S10：稲取高校上 - S21：入谷中村    | - 「S05」「S10」は朝夕運転 - 「S21」は平日・土曜運転。また、河津町自主運行バス路線 |
| 2      | 東海バス   | - S20：下条 - S32：下田駅                 | - 「S20」は河津町自主運行バス路線 - 「S32」は1日1本運転                            |
| 3      | 東海バス   | - C50：修善寺駅 - S10・S11・S12：河津七滝 | 「S11」「S12」は河津町自主運行バス路線                                             |
| 4      | 東海バス   | S25：河津桜観光交流館・河津バガテル公園   | 季節運行                                                                           |

## 隣の駅
※特急「踊り子」・「サフィール踊り子」の隣の停車駅は列車記事を参照。
伊豆急行
 伊豆急行線
今井浜海岸駅 (IZ12) - 河津駅 (IZ13) - 稲梓駅 (IZ14)

### 記事本文
1. ↑  「伊豆急行で駅名改称」『交通新聞』交通協力会、1961年10月18日、1面。

### 利用状況
静岡県統計年鑑
1. ↑  静岡県統計年鑑1993（平成5年） (PDF)
2. ↑  静岡県統計年鑑1994（平成6年） (PDF)
3. ↑  静岡県統計年鑑1995（平成7年） (PDF)
4. ↑  静岡県統計年鑑1996（平成8年） (PDF)
5. ↑  静岡県統計年鑑1997（平成9年） (PDF)
6. ↑  静岡県統計年鑑1998（平成10年） (PDF)
7. ↑  静岡県統計年鑑1999（平成11年） (PDF)
8. ↑  静岡県統計年鑑2000（平成12年） (PDF)
9. ↑  静岡県統計年鑑2001（平成13年） (PDF)
10. ↑  静岡県統計年鑑2002（平成14年） (PDF)
11. ↑  静岡県統計年鑑2003（平成15年） (PDF)
12. ↑  静岡県統計年鑑2004（平成16年） (PDF)
13. ↑  静岡県統計年鑑2005（平成17年） (PDF)
14. ↑  静岡県統計年鑑2006（平成18年） (PDF)
15. ↑  静岡県統計年鑑2007（平成19年） (PDF)
16. ↑  静岡県統計年鑑2008（平成20年） (PDF)
17. ↑  静岡県統計年鑑2009（平成21年） (PDF)
18. ↑  静岡県統計年鑑2010（平成22年） (PDF)
19. ↑  静岡県統計年鑑2011（平成23年） (PDF)
20. ↑  静岡県統計年鑑2012（平成24年） (PDF)
21. ↑  静岡県統計年鑑2013（平成25年） (PDF)
22. ↑  静岡県統計年鑑2014（平成26年） (PDF)
23. ↑  静岡県統計年鑑2015（平成27年） (PDF)
24. ↑  静岡県統計年鑑2016（平成28年） (PDF)
25. ↑  静岡県統計年鑑2017（平成29年） (PDF)
26. ↑  静岡県統計年鑑2018（平成30年） (PDF)
27. ↑  静岡県統計年鑑2019（令和元年） (PDF)
28. ↑  静岡県統計年鑑2020（令和2年） (PDF)